# Zabrost Wielki
Zabrost Wielki (phát âm tiếng Ba Lan: [ˈzabrɔst ˈfjɛlkʲi]; tiếng Đức: Groß Sobrost) là một ngôi làng thuộc khu hành chính của Gmina Budry, thuộc huyện Węgorzewski, Warmińsko-Mazurskie, ở phía bắc Ba Lan, gần biên giới với tỉnh Kaliningrad của Nga. Nó nằm khoảng 8 kilômét (5 mi)   phía bắc Budry, 16 km (10 mi) về phía đông bắc của Węgorzewo và 110 km (68 mi) về phía đông bắc của thủ đô khu vực Olsztyn.
Trước năm 1945, khu vực này là một phần của Đức (Đông Phổ).